# Martin Kjellström
Martin Kjellström, född 21 september 1971 i Annedal, är en svensk kroppsbyggare. Martin Kjellström är den andra svensken någonsin som tävlat i Mr Olympia. Detta lyckades han med, genom sin 3:e plats i Romanian Grand Prix.
Han väger vid tävling 131,8kg (182cm), (Ironman Pro 2009). 
Kjellström är dömd för dopningsbrott, grovt bedrägeri och grovt bidragsbrott. För detta dömdes han av tingsrätten till 3,5 års fängelse, vilket sedan justerades till 2 år och 9 månader av hovrätten. Kjellström infann sig inte för att avtjäna sitt straff utan flydde landet. Efter att ha blivit internationellt efterlyst greps han och började först avtjäna sitt straff i England, för att senare avtjäna resterande av sitt straff i Sverige
2020 drabbades Kjellström av hjärtstopp under ett naprapatbesök, trots att naprapaten påbörjade hjärt-lungräddning hamnade Kjellström i respirator och koma i 17 dagar. Hjärtstoppet var till följd av mångårigt användande av steroider. 

## Meriter
- Mr. Olympia 2009 - 16:e plats[4]
- Iron Man Pro 2009 - 13:e plats.[5]
- Romanian Pro Grand Prix 2008 - 3:e plats och kvalificerad för Mr. Olympia 2009.[6]
- New York Pro Show 2008 - 7:e plats.[7]
- Santa Susanna Grand Prix 2007 - 5:e plats.[8]
- Shawn Ray Colorado Pro 2006 - 15:e plats.[9]
- Iron Man Pro 2006 - 12:e plats.[10]
- Nutrition Outlet Grand Prix 2005 - 1:a plats och total segrare, erhöll proffslicens.
- Oslo Grand Prix 2001 - 1:a plats.
- B&K Grand Prix 2001 - 4:e plats.